# Championship Off-Road Racing
Championship Off-Road Racing (CORR) is een off-road kampioenschap in de Verenigde Staten. CORR werd in 1998 bedacht door ESPN presentator Marty Reid. Het kampioenschap werd gekocht in 2005 door Jim Baldwin. SPEED Channel zendt alle races uit op tv. De belangrijkste race wordt altijd gehouden op Crandon International Off-Road Raceway in Crandon, Wisconsin.

## Divisies
Dit kampioenschap heeft 9 divisies. Vijf divisies voor trucks: Pro 4, Pro 2, Pro-Lite en Sportsman Stock. Drie divisies voor buggys: Super Buggy, Single Buggy, en Light Buggy. De negende divisie is Trophy Karts. De belangrijkste klassen zijn de trucks.

### Pro 4
De Pro 4 trucks moeten in theorie te koop zijn voor het gewone publiek. Er moet een oplage zijn van minstens 5000 auto's. Verder moet de auto vierwielaandrijving hebben.

### Pro 2

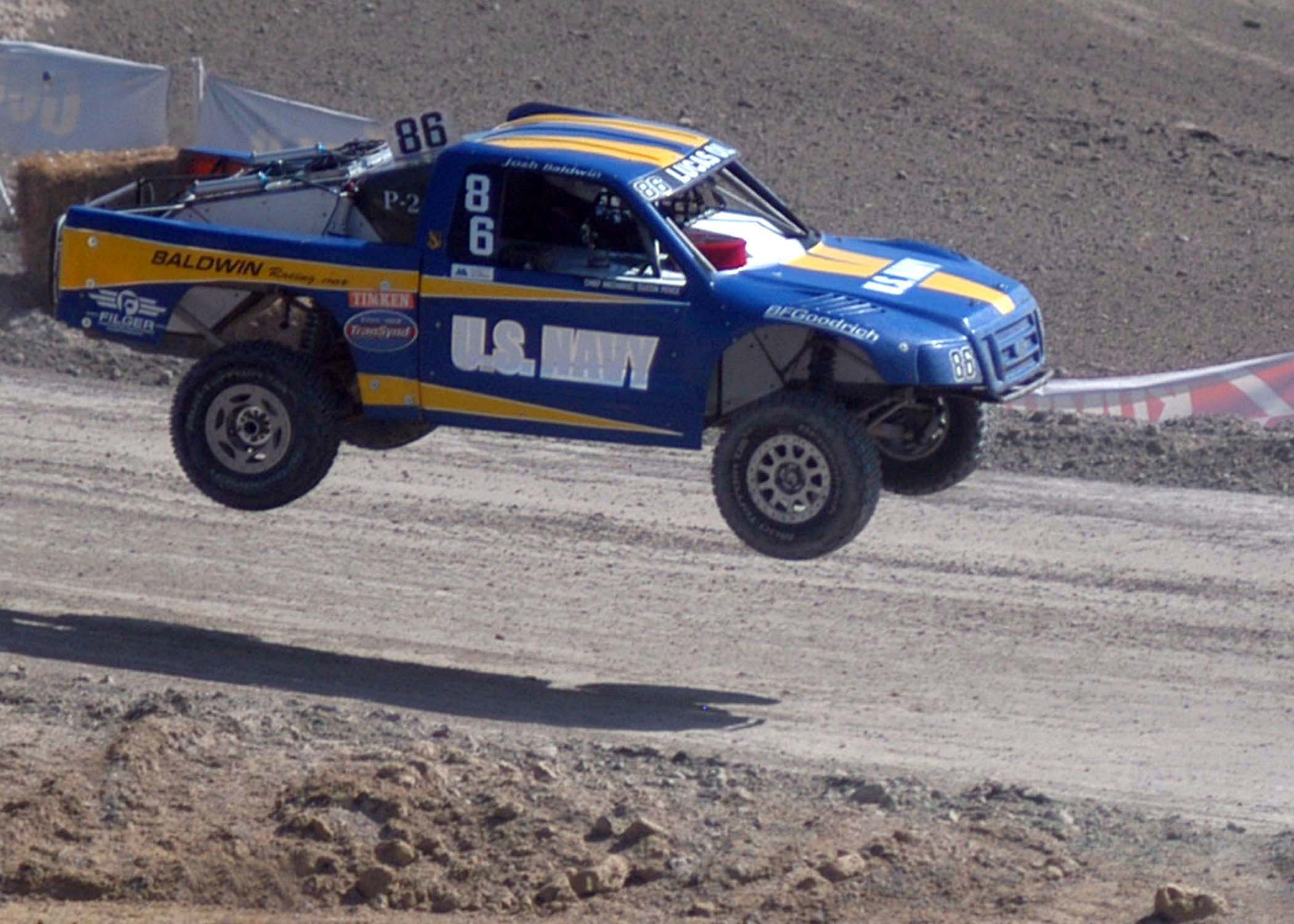
Josh Baldwin in zijn Pro 2.

Deze auto moet minstens 1700kg wegen. De auto's die hier meedoen hebben voorwielaandrijving. Ook deze auto moet bij een dealer te koop zijn en minstens een oplage hebben van 5000 auto's.

### Pro Light
Deze compacte trucks moeten ten minste 1400kg wegen. De motor heeft een vermogen van 250pk. Ook deze auto's moeten te koop zijn bij een dealer en minstens een oplage hebben van 5000 stuks.

## Trucks kampioenen
| Jaar | Pro 4          | Pro 2          | Pro-Light      |
| ---- | -------------- | -------------- | -------------- |
| 1998 | Jack Flannery  | Ricky Johnson  | Johnny Greaves |
| 1999 | Walker Evans   | Scott Taylor   | Johnny Greaves |
| 2000 | Rob MacCachren | Scott Taylor   | Jeff Kincaid   |
| 2001 | Rob MacCachren | Scott Taylor   | Jeff Kincaid   |
| 2002 | Johnny Greaves | Scott Taylor   | Jeff Kincaid   |
| 2003 | Carl Renezeder | Scott Taylor   | Jeff Kincaid   |
| 2004 | Jason Baldwin  | Scott Taylor   | Kyle LeDuc     |
| 2005 | Johnny Greaves | Carl Renezeder | Jeff Kincaid   |
| 2006 | Johnny Greaves | Carl Renezeder | Chad Hord      |
| 2007 | Carl Renezeder | Jerry Whelchel | Rob Naughton   |